# Norgestimato
Il norgestimato è un farmaco progestinico (agonista progestinico di terza generazione) usato nei contraccettivi orali combinati, COCs.

## Farmacocinetica
Nei paesi in cui è commercializzato, il norgestimato è disponibile in compresse in combinazione con estradiolo o etinilestradiolo. In seguito all'ingestione, viene rapidamente assorbito nel tratto gastrointestinale superiore (stomaco, duodeno, intestino tenue) a causa della sua natura lipofila. Ha una lunga emivita, tra le 12 e le 30 ore.

## Farmacodinamica
Il norgestimato mima l'azione fisiologica del progesterone, inibisce il picco pre-ovulatorio dell'LH, impedendo l'ovulazione e ostacolando il fisiologico trofismo endometriale. Differentemente dai progestinici di 2ª generazione come il levonorgestrel, non possiede attività androgenizzante e presenta dunque minori se non nulli effetti virilizzanti (come acne ed irsutismo) e una minore incidenza di effetti avversi quali emicrania, tensione mammaria e aumento di peso.